# Radiation optique

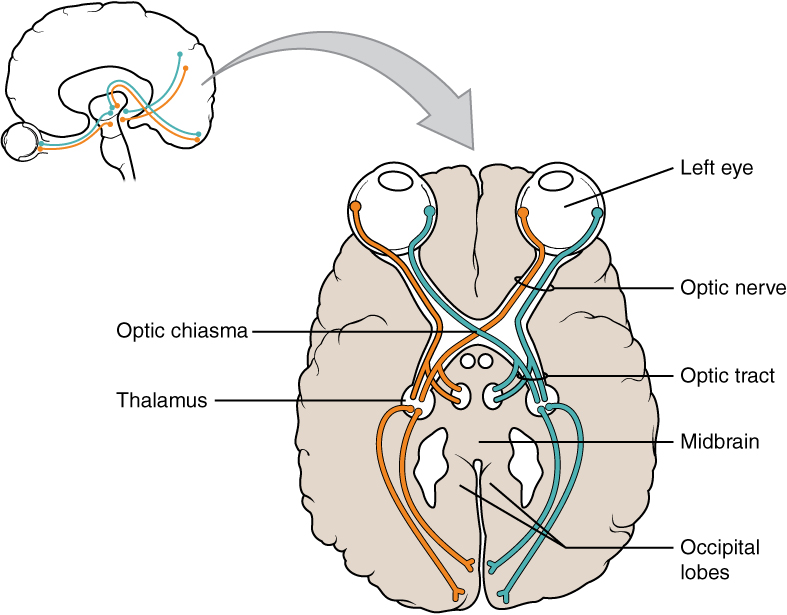
Sur ce schéma, les radiations optiques correspondent aux trajets nerveux allant des thalamus aux lobes occipitaux

La radiation optique désigne le faisceau d'axones issus des neurones de projection du corps géniculé latéral appartenant au thalamus et se terminant au niveau de la scissure calcarine du cortex occipital ipsilatéral.
Ces voies nerveuses contribuent à la transmission de l'information visuelle consciente si bien qu'une lésion d'une radiation optique conduit à une quadranopsie, la perte partielle ou totale d'un quart d'un hémi champ visuel.
Il y a une radiation optique dans chaque hémisphère, on parle donc en général des radiations optiques au pluriel. Découvertes par Louis Pierre Gratiolet, on les désigne aussi sous le nom de  radiations de Gratiolet.